# Ондар, Ренат Витальевич
Ренат Витальевич Ондар (известный как «Bulldozer») — российский профессиональный боец смешанных боевых искусств (MMA), выступающий в весовой категории легчайшего веса.

## Биография
Ренат Ондар родился в Республике Тыва, Россия. Он начал свою карьеру в смешанных единоборствах в 2015 году и с тех пор стал известным бойцом, выступающим в различных организациях, включая Absolute Championship Akhmat (ACA) и Eagle Fighting Championship (EFC).

## Карьера в кикбосинге
Ренат Ондар является обладателем первенства Европы по кикбоксингу 2013 года. В том же году он вошел в сборную России по кикбоксингу, победив на первенстве России. Его успехи в кикбоксинге в любительских соревнованиях помогли ему развить навыки и подготовиться к профессиональной карьере в смешанных единоборствах (ММА).

## Карьера в ММА
Ондар дебютировал в профессиональном ММА 8 августа 2015 года, одержав победу над Андреем Ануфриевым нокаутом в первом раунде. С тех пор он провел 17 боев, одержав 13 побед и потерпев 4 поражения.

### Статистика в смешанных единоборствах
| Боёв 17  | Побед 13 | Поражений 4 |
| -------- | -------- | ----------- |
| Нокаутом | 5        | 1           |
| Сдачей   | 0        | 1           |
| Решением | 8        | 2           |

| Результат | Рекорд | Соперник               | Способ                     | Турнир                          | Дата            | Раунд | Время | Место     | Примечание |  |
| --------- | ------ | ---------------------- | -------------------------- | ------------------------------- | --------------- | ----- | ----- | --------- | ---------- |  |
| Победа    | 13-4   | Игорь Жирков           | Технический нокаут (удары) | ACA 175                         | 17 мая 2024     | 2     | 3:18  | Россия    |            |  |
| Победа    | 12-4   | Бакибек Дуйшобаев      | Раздельное решение         | ACA 165                         | 3 ноября 2023   | 3     | 5:00  | Россия    |            |  |
| Победа    | 11-4   | Родриго Прайя          | Технический нокаут (удары) | ACA 157                         | 19 мая 2023     | 1     | 2:19  | Россия    |            |  |
| Поражение | 10-4   | Ренат Хавалов          | Единогласное решение       | Eagle FC 51                     | 10 декабря 2022 | 5     | 5:00  | Россия    |            |  |
| Победа    | 10-3   | Хуссейн Бахш Сафари    | Технический нокаут (удары) | Eagle FC 45                     | 18 февраля 2022 | 1     | 0:23  | Россия    |            |  |
| Победа    | 9-3    | Абдулмалик Мугидинов   | Раздельное решение         | EFC 40                          | 4 сентября 2021 | 3     | 5:00  | Россия    |            |  |
| Победа    | 8-3    | Григорий Барашков      | Единогласное решение       | EFC 35                          | 6 апреля 2021   | 3     | 5:00  | Россия    |            |  |
| Победа    | 7-3    | Ганзориг Эрдэнэбаатар  | Единогласное решение       | Battle of Nomads 2018           | 25 августа 2018 | 3     | 5:00  | Казахстан |            |  |
| Поражение | 6-3    | Муратбек Касымбай      | Технический нокаут (удары) | Fight Nights Global 86          | 1 апреля 2018   | 2     | 1:40  | Россия    |            |  |
| Победа    | 6-2    | Бато Дамдинов          | Технический нокаут (удары) | Fight Nights Global 70          | 7 июля 2017     | 3     | 4:17  | Россия    |            |  |
| Победа    | 5-2    | Асикербай Джиненсибике | Единогласное решение       | WLF W.A.R.S. 14                 | 20 мая 2017     | 3     | 5:00  | Китай     |            |  |
| Победа    | 4-2    | Ядонг Сонг             | Единогласное решение       | Wu Lin Feng                     | 7 января 2017   | 3     | 5:00  | Китай     |            |  |
| Победа    | 3-2    | Бо Ян                  | Единогласное решение       | WLF W.A.R.S. 10                 | 26 ноября 2016  | 3     | 5:00  | Китай     |            |  |
| Победа    | 2-2    | Ядонг Сонг             | Единогласное решение       | WLF E.P.I.C. 9                  | 24 октября 2016 | 3     | 5:00  | Китай     |            |  |
| Поражение | 1-2    | Зелимхан Бетергараев   | Удушающий приём (сдача)    | Akhmat Fight Show 20            | 14 мая 2016     | 1     | 4:06  | Россия    |            |  |
| Поражение | 1-1    | Мехди Байдулаев        | Единогласное решение       | Absolute Championship Berkut 33 | 16 апреля 2016  | 3     | 5:00  | Россия    |            |  |
| Победа    | 1-0    | Андрей Ануфриев        | Технический нокаут (удары) | Battle of the Nomads 1          | 8 августа 2015  | 1     | 2:00  | Россия    |            |  |

## Победы надЯдонг Сонгом
Ядонг Сонг — известный китайский боец UFC, который сражается в легчайшей весовой категории. На момент мая 2024 года его рекорд составляет 20 побед, 7 поражений и 1 ничью в профессиональных ММА, включая 9 побед в UFC. Сонг занимает высокие позиции в рейтингах UFC и тренируется в команде Team Alpha Male. Победы Ондара над таким соперником подчеркивают его высокий уровень мастерства и боевых навыков.